# Aspidontus taeniatus
Aspidontus taeniatus è un pesce della famiglia dei Blennidi.

## Habitat e distribuzione
Oceano Pacifico, Isola del Cocco, Christmas Island, Isole Marchesi, Tuamotu, Giappone, Nuovo Galles del Sud, Micronesia, da 3 a 25 metri di profondità.

## Descrizione
Corpo allungato, di colore bianco-argenteo, con una lunga banda nera longitudinale a partire dal muso e fino alla pinna caudale, talvolta tendente al marrone in corrispondenza della parte posteriore del corpo. Pinne di colore bianco-azzurro, traslucide. Pinna dorsale e anale bianco-azzurra, talvolta con una banda nera orizzontale. Fino a circa 12 centimetri.

## Biologia

### Comportamento
Questa specie mima la "danza" del Labroides dimidiatus, un pesce pulitore, per riuscire a nutrirsi di scaglie e lembi di carne senza rischiare che la preda stia sull'allerta. Nuota in piccoli gruppi.

### Alimentazione
Si nutre, oltre che delle scaglie e della carne di altri pesci, di anellidi e di uova.